# Eremodon radians
Eremodon radians là một loài rêu trong họ Splachnaceae. Loài này được (Hedw.) Brid. mô tả khoa học đầu tiên năm 1826.